# 東原 (座間市)
東原（ひがしはら）は、神奈川県座間市の町名。現行行政地名は東原一丁目から東原五丁目。住居表示実施済み区域。

## 地理
座間市の南東部に位置し、南にさがみ野、南西に南栗原、西に栗原中央、北に栗原、東にひばりが丘、南東に海老名市東柏ケ谷と接している。

### 地価
住宅地の地価は、2023年（令和5年）1月1日の公示地価によれば、東原1-11-26の地点で14万3000円/m2、東原4-8-11地点で17万8000円/m2となっている。

## 歴史

### 沿革
- 1983年（昭和58年）11月7日 - 　住居表示の実施に伴い、栗原の一部を分離し、東原一丁目から東原五丁目を新設[5]。

## 世帯数と人口
2023年（令和5年）8月1日現在（座間市発表）の世帯数と人口は以下の通りである。
| 丁目       | 世帯数    | 人口    |
| ---------- | --------- | ------- |
| 東原一丁目 | 621世帯   | 1,430人 |
| 東原二丁目 | 730世帯   | 1,552人 |
| 東原三丁目 | 814世帯   | 1,646人 |
| 東原四丁目 | 915世帯   | 2,097人 |
| 東原五丁目 | 879世帯   | 1,717人 |
| 計         | 3,959世帯 | 8,442人 |

### 人口の変遷
国勢調査による人口の推移。
| 年                 | 人口  |
| ------------------ | ----- |
| 1995年（平成7年）  | 7,932 |
| 2000年（平成12年） | 7,863 |
| 2005年（平成17年） | 8,119 |
| 2010年（平成22年） | 8,353 |
| 2015年（平成27年） | 8,305 |
| 2020年（令和2年）  | 8,596 |

### 世帯数の変遷
国勢調査による世帯数の推移。
| 年                 | 世帯数 |
| ------------------ | ------ |
| 1995年（平成7年）  | 2,708  |
| 2000年（平成12年） | 2,857  |
| 2005年（平成17年） | 3,117  |
| 2010年（平成22年） | 3,397  |
| 2015年（平成27年） | 3,474  |
| 2020年（令和2年）  | 3,804  |

## 学区
市立小・中学校に通う場合、学区は以下の通りとなる（2022年12月時点）。
| 丁目       | 番・番地等       | 小学校             | 中学校           |
| ---------- | ---------------- | ------------------ | ---------------- |
| 東原一丁目 | 全域             | 座間市立東原小学校 | 座間市立東中学校 |
| 東原二丁目 | 全域             | 座間市立東原小学校 | 座間市立東中学校 |
| 東原三丁目 | 1～11番 13～25番 | 座間市立東原小学校 | 座間市立南中学校 |
| 東原三丁目 | 12番             | 座間市立栗原小学校 | 座間市立南中学校 |
| 東原四丁目 | 全域             | 座間市立東原小学校 | 座間市立南中学校 |
| 東原五丁目 | 全域             | 座間市立東原小学校 | 座間市立南中学校 |

## 事業所
2021年（令和3年）現在の経済センサス調査による事業所数と従業員数は以下の通りである。
| 丁目       | 事業所数  | 従業員数 |
| ---------- | --------- | -------- |
| 東原一丁目 | 25事業所  | 756人    |
| 東原二丁目 | 31事業所  | 433人    |
| 東原三丁目 | 26事業所  | 262人    |
| 東原四丁目 | 27事業所  | 293人    |
| 東原五丁目 | 33事業所  | 1,403人  |
| 計         | 142事業所 | 3,147人  |

### 事業者数の変遷
経済センサスによる事業所数の推移。
| 年                 | 事業者数 |
| ------------------ | -------- |
| 2016年（平成28年） | 116      |
| 2021年（令和3年）  | 142      |

### 従業員数の変遷
経済センサスによる従業員数の推移。
| 年                 | 従業員数 |
| ------------------ | -------- |
| 2016年（平成28年） | 2,701    |
| 2021年（令和3年）  | 3,147    |

## 交通
- 国道246号

## 施設
- 座間市立東原小学校
- コストコ 座間倉庫店[16]
- スーパービバホーム 座間店[17]
- 三和 座間東原店[18]
- コーナンPRO 246座間店[19]
- マクドナルド 246座間店[20]

## その他

### 日本郵便
- 郵便番号 : 252-0004[3]（集配局 : 座間郵便局[21]）。